# Шах, Кундан
Кундан Шах (хинди कुंदन शाह; 19 октября 1947 — 7 октября 2017) — индийский режиссёр и сценарист, снимавший сериалы и фильмы на хинди. Наиболее известная работа — чёрная комедия Jaane Bhi Do Yaaro («Оставьте, как есть»).

## Биография
Кундан Шах родился 19 октября 1947 года.
В 1968 году получил степень в области коммерции в бомбейском колледже Сиденхэм. Некоторое время жил в Лондоне, но вернулся в Индию, чтобы проступить в Индийский институт кино и телевидения, где он проявил особый интерес к комедии без слов. Окончил институт в 1976 году и снял несколько документальных фильмов для Муниципальной корпорации Хайдарабада.
Затем вернулся в Бомбей, где в 1983 году дебютировал как режиссёр, сняв комедию Jaane Bhi Do Yaaron в жанре ribaldry. Фильм не имел успеха в кассе, но впоследствии приобрёл статус культового и принёс создателю  Национальную кинопремию за лучший дебютный фильм. 
После кинематографического дебюта Кундан переключился на телевидение. Его телесериал Yeh Jo Hai Zindagi открыл эру спонсируемых сериалов на Doordarshan. Режиссёр стал партнером в компании Iskra, основанной совместно с Саидом Мирзой, Азизом Мирзой, Судхиром Мишрой, которая занималась производством сериала Nukkad в 1986—1987 годах. Его проект Police Station был задуман как сериал, но столкнулся с проблемами цензуры из-за демонстрации жестокости полиции, и в результате транслировался как телевизионный фильм, смонтированный из трех снятых эпизодов. Другой его сериал «Цирк» открыл зрителям будущую суперзвезду 1990-х Шахрух Хана, которому в 1993 году режиссёр дал главную роль в своей мелодраме «Сезон любви». Фильм получил признание критиков, в том числе специальную премию Filmfare.
В основе сюжета его следующей работы «Легкомысленная девчонка» лежала подростковая беременность и осуждение её обществом. Фильм стал одним из самых кассовых в 2000 году, а также помог создать карьеру исполнительнице главной роли Прити Зинте.
Впоследствии он снял ещё несколько фильмов: Hum To Mohabbat Karega (2000), Dil Hai Tumhaara (2002), Ek Se Badhkar Ek (2004), The Three Sisters (2005), Persai Kehta Hain (2006) и P Se PM Tak (2014), но прежнего успеха уже не имел.
В 2015 году Шах отказался от своей Национальной кинопремии в знак протеста против назначения Гаджендры Чаухана главой Института кино и телевидения.
Режиссёр скончался во сне рано утром 7 октября 2017 года в результате сердечного приступа.